# Modrovich Ferenc
Modrovich Ferenc (Magyaróvár, 1887. április 28. – Sopron, 1947. július 15.) erdőmérnök, egyetemi tanár.

## Élete
1905-ben érettségizett, majd a selmecbányai Bányamérnöki és Erdőmérnöki Főiskolán végzett 1909-ben. 1911. október 31-én szerzett erdőmérnöki oklevelet. Előbb 1909-től a Besztercebányai Magyar Királyi Erdőhivatal beosztottja, majd erdőmérnök-gyakornok. 1912-től az erdélyi Besztercei Magyar Királyi Erdőigazgatóság munkatársa. Ott a Beszterce-völgyi erdei vasút tervezése és építése tette nevét országosan ismertté. A gyakorlatban alkalmazta és továbbfejlesztette a keskeny nyomtávú erdei vasútépítés elveit.
1914. augusztus 1-én bevonult. Az első világháborút végigharcolta és szolgálataiért magas kitüntetésekben részesült.
Előbb a lugosi erdőigazgatóságon kapott beosztást, majd 1918. november 20-án berendelték, 1921. február 5-én pedig áthelyezték Budapestre a Földművelésügyi Minisztérium erdészeti műszaki ügyosztályára. Megbízták a szinvavölgyi erdei vasút végleges terveinek kidolgozásával és a vasút megépítésével. Ezt végezte 1919-1923 között. Az alsó-hámori Mélyvölgyet viadukttal vágta át. Ismét országos hírnévre tett szert.
1923-tól a Soproni Főiskolán az út-vasútépítési tanszék vezetője lett.
Az Uj Idők lexikona munkatársa volt.

## Művei
- 1929/1931 Erdészeti szállítóberendezések I. Út-vasútépítéstan I–II. Sopron.